# Berton Roueché
Berton Roueché (pronunciato /ˌruːˈʃeɪ/; Kansas City, 16 aprile 1910 – Amagansett, 28 aprile 1994) è stato un giornalista, romanziere e scrittore statunitense.
L'attività che lo ha reso noto è stata quella di scrittore di medicina per il periodico The New Yorker per quasi cinquanta anni. Inoltre scrisse venti libri, tra cui Eleven Blue Men (1954), The Incurable Wound (1958), Feral (1974) e The Medical Detectives (1980). Da un articolo che scrisse per The New Yorker è stato tratto nel 1956 il film Dietro lo specchio, e molti dei misteri medici della contemporanea serie televisiva Dr. House - Medical Division sono ispirati dagli scritti di Roueché.

## Biografia
Berton Roueché nacque a Kansas City, Missouri, negli Stati Uniti il 26 aprile 1910. Si diplomò alla Southwest High School a Kansas City nel 1928 ed è un membro del Southwest High School Hall of Fame. Nel 1933 si laureò in giornalismo all'Università del Missouri. È stato un cronista giornalistico per The Kansas City Star, il St. Louis Post-Dispatch ed il St. Louis Globe-Democrat. Il 28 ottobre 1936 sposò Katherine Eisenhower, la nipote del presidente degli Stati Uniti Dwight D. Eisenhower. Katherine rimase la sua moglie fino a quando egli morì nel 1994. Ebbero un figlio, Arthur Bradford Roueché, che nacque il 16 novembre 1942.
Nel 1944, Roueché fu assunto come scrittore di redazione per il periodico The New Yorker. Nel 1946 fu creata per lui la sezione del periodico "Gli annali di medicina" ("The Annals of Medicine"). "Gli annali di medicina" erano puntate che riguardavano le scoperte mediche e la lotta contro diverse malattie. Da un articolo che scrisse per The New Yorker, intitolato "Alto tre metri" ("Ten Feet Tall"), fu tratto nel 1956 il film Dietro lo specchio (Bigger Than Life), dove è protagonista l'attore inglese James Mason. L'articolo ed il film trattano gli effetti negativi dell'ormone steroideo cortisone. Roueché rimase a scrivere nella redazione de The New Yorker fino alla sua morte, un arco di tempo di circa cinquanta anni.
Oltre a scrivere per The New Yorker, Roueché scrisse anche venti libri. Questi libri sono per lo più scritti di medicina, incentrati sull'epidemiologia, con elementi della letteratura gialla e poliziesca. Scrisse anche diversi romanzi di suspense, tra cui Black Weather (1945), The Last Enemy (1956), Feral (1974) e Fago (1977). Dagli scritti di Roueché, specialmente dal suo libro The Medical Detectives (1980), ha tratto ispirazione la serie televisiva Dr. House - Medical Division, trasmesso per la prima volta nel 2004 dall'emittente televisiva FOX. Molti dei casi medici della serie sono direttamente ispirati dagli autentici casi presenti in The Medical Detectives. Il suo libro Eleven Blue Men del 1954, che è una collezione di articoli che scrisse per The New Yorker, è stato premiato con un Raven Award dalla Mystery Writers of America come "miglior libro nell'ambito del mistero". Nel 1982, lo scrittore ricevette un Academy Award de The American Academy of Arts and Letters per la letteratura. Ricevette anche premi dall'American Medical Association, dal New England Journal of Medicine, dalla Kansas City Academy of Medicine, dall'American Medical Writers Association e dalla Lasker Foundation.
Il 28 aprile 1994 Roueché morì nella sua abitazione ad Amagansett, nell'isola Long Island dello stato di New York, negli Stati Uniti. Aveva 84 anni. Si suicidò con un colpo di fucile alla testa. Gli era stato diagnosticato un enfisema cinque anni prima, e sua moglie disse che era depresso da quando era stato dimesso dal trattamento della malattia da parte del Southampton Hospital.

## Opere
Autore
- Black Weather (1945)
conosciuto anche come Rooming House.
- Greener Grass (1948)
- Eleven Blue Men, and Other Narratives of Medical Detection (1954)
- Annals of Medical Detection (1954)
pubblicato in Italia nel 1955 con il titolo Il medico è anche poliziotto, edizione Longanesi.
- The Last Enemy (1956)
- The Incurable Wound and Further Narratives of Medical Detection (1958)
- The Neutral Spirit: a Portrait of Alcohol (1960)
- A Man Named Hoffman and Other Narratives of Medical Detection (1966)
- Annals of Epidemiology (1967)
- What's Left (1968)
- The Orange Man and Other Narratives of Medical Detection (1971)
pubblicato in Italia nel 1974 con il titolo L'uomo arancione. Le storie stupefacenti del detective della medicina, edizione Bompiani.
- Feral (1974)
distribuito anche come The Cats.
- Desert and plain, the mountains and the river: A celebration of rural America (1975)
- Fago (1977)
pubblicato in Italia nel 1979 con il titolo Un sosia per morire, edizione Sonzogno.
- The River World and Other Explorations (1978)
- The Medical Detectives (1980)
- Special Places: In Search of Small Town America (1982)
- The Medical Detectives II (1984)
- Sea to Shining Sea: People, Travels, Places (1987)
- The Man Who Grew Two Breasts: And Other True Tales of Medical Detection (1996)
pubblicato postumo; il libro contiene sette puntate da un articolo de The New Yorker, "Gli annali di medicina", che non sono apparse precedentemente in alcun libro.[12]

Editore
- Curiosities of Medicine: An assembly of medical diversions, 1552–1962 (1963)
- Handbook for World Travelers: Field Guide to Disease (1967)